# Pomeroy (Pennsylvania)
Pomeroy è un census-designated place (CDP) degli Stati Uniti d'America, situato nello stato della Pennsylvania, nella contea di Chester.